# USS Samuel B. Roberts (FFG-58)
«Семюел Б.Робертс» (англ. USS Samuel B. Roberts (FFG-58) — американський військовий корабель, фрегат керованої ракетної зброї типу «Олівер Газард Перрі», що перебував на службі ВМС США у 1986—2015 роках.
«Семюел Б.Робертс» закладений 21 травня 1984 року на верфі компанії Bath Iron Works, Бат, штат Мен. Спущений на воду 8 грудня 1984 року, а 12 квітня 1986 року увійшов до складу ВМС Сполучених Штатів. Виведений зі складу флоту 22 травня 2015 року.
14 квітня 1988 американський фрегат «Семуель Робертс» підірвався на іранській морській міні в 65 милях на схід від Бахрейну. Внаслідок вибуху корабель отримав значні пошкодження, екіпаж протягом 5-ти годин бився за живучість фрегату й ледве врятував його. 10 матросів отримали поранення. У відповідь, американці влаштували операцію відплати й атакували два іранські фрегати «Сабалан» та «Саханд», а також нафтові платформи на нафтових полях Сіррі й Сассан.